# Trotha (Halle (Saale))

Wappen der Herren von Trotha

Die Ortslage Trotha ist neben Industriegebiet Nord und der Gottfried-Keller-Siedlung ein weiteres Stadtviertel im Stadtteil Trotha des Stadtbezirks Nord von Halle (Saale) in Sachsen-Anhalt. Sie ist benannt nach dem alten Dorf Trotha, das Anfang des 20. Jahrhunderts nach Halle eingemeindet wurde. Im Jahr 2016 wohnten 6908 Bürger im Stadtviertel.

## Geschichte

### Vor 1100
Bereits in grauer Vorzeit war die Gegend an der Saale von Slawen und Germanen bewohnt, wie reichhaltige vorgeschichtliche Funde belegen. Etwa in der Zeit zwischen 600 und 800 n. Chr. entstand im Schutze eines sorbischen Kastells ein Dorf am Rande der Saale.
Erstmals urkundlich erwähnt wurde es jedoch erst im Jahr 952 von Otto I. unter dem Namen Tarata, als er seinem Vasallen Billing mehrere Gemarkungen zum Tausch anbot. Im Jahre 966 wurde dieser Tausch wieder rückgängig gemacht und der gesamte Besitz dem Kloster des heiligen Moritz in Magdeburg geschenkt. Im selben Jahr wurde außerdem an der Stelle des alten Kastells ein neues gebaut, das zur Überwachung der Heerstraße und als Zollstelle diente.

### 1100 bis 1400
Um 1100 wurde eine Wassermühle und etwa 16 Jahre später eine Kirche aus Stein erbaut (St. Briccius). Im Jahr 1121 wurde der gesamte Besitz – das Dorf Trotha nebst Mühle, Steinbruch und Weinberg – von Erzbischof Rüdiger an das Kloster zum Neuen Werk verschenkt.
1371 markiert das Jahr, in dem erstmals in einer Urkunde ein Herrengeschlecht mit dem Namen von Trotha erwähnt wurde. In dieser Urkunde wurde den Herren von Trotha die Flussinsel Forstwerder durch Erzbischof Peter von Magdeburg als Lehngut bestätigt. Nach langjährigem Streit zwischen den Erzbischöfen von Magdeburg und der Stadt Halle wurde im März des Jahres 1427 das gesamte Dorf durch einen Überfall der städtischen Truppen aus Halle zerstört und die Burg von Trotha überwältigt und ausgeraubt.

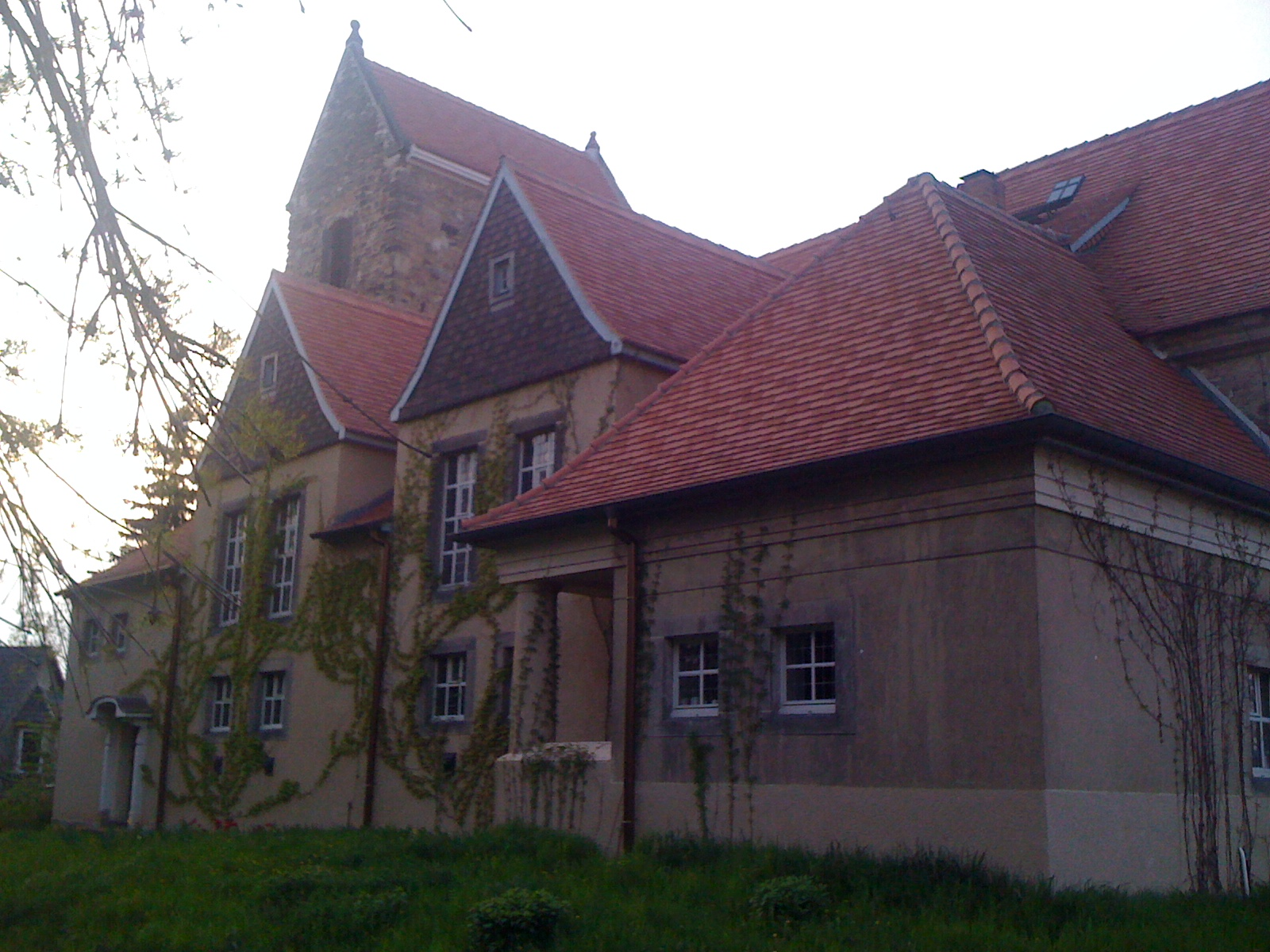
St. Briccius Halle, von der Friedhofseite

### 1500 bis 1700
In den Jahren von 1560 bis 1600 stieg die Anzahl der Einwohner des Dorfes von 70 auf 150, bis die Pest auch vor Trotha nicht Halt machte. Sie dauerte, mit Unterbrechungen, bis ins späte 17. Jahrhundert an. Trotha gehörte in dieser Zeit zum Amt Giebichenstein im Saalkreis des Erzstifts Magdeburg. 1680 kam der Ort mit dem Saalkreis zum Herzogtum Magdeburg unter brandenburg-preußischer Herrschaft.
Im Juli 1694 weilte Kurfürst Friedrich III., der spätere König Friedrich I. von Preußen, im Hause von Friedrich Madeweis und legte den Grundstein zur ersten steinernen Schleuse in Trotha, die 1698 vollendet wurde. Sie erlangte große Bedeutung für die Schifffahrt auf der Saale, die sie bis heute behielt.

### 18. Jahrhundert
Im frühen 18. Jahrhundert bekam Trotha durch seine günstige Verkehrslage eine größer werdende Bedeutung als Vorort von Halle. 1730 wurde die Kirche mit finanzieller Unterstützung durch Friedrich Wilhelm I. erweitert; daran erinnert die Inschrift „FW 1730“ am Torbogen der Kirche.
Auf Befehl Friedrich II. wurden 1749 unter anderem auf dem Trothaer Friedhof Maulbeerbaumplantagen zur Förderung der Seidenraupenzucht eingerichtet, welche jedoch nicht über das 19. Jahrhundert hinaus bestehen sollten. Bis 1785 hatte sich der Ort unterhalb der Mühle auf insgesamt 269 Einwohner vergrößert; das so genannte Unterdorf entstand. Der Verkehr durch die Brachwitz-Wettiner Straße, die hier mündete, hatte unter anderem dazu beigetragen. Ende des 18. Jahrhunderts fand Turnvater Jahn in einer heute nach ihm benannten Höhle in den Klausbergen nahe Trotha vor seinen zahlreichen Feinden Zuflucht. Im Jahr 1799 gab es das schlimmste Hochwasser an der Saale seit Menschengedenken, wodurch viele Häuser in Trotha zerstört wurden oder abgerissen werden mussten.

### 19. Jahrhundert

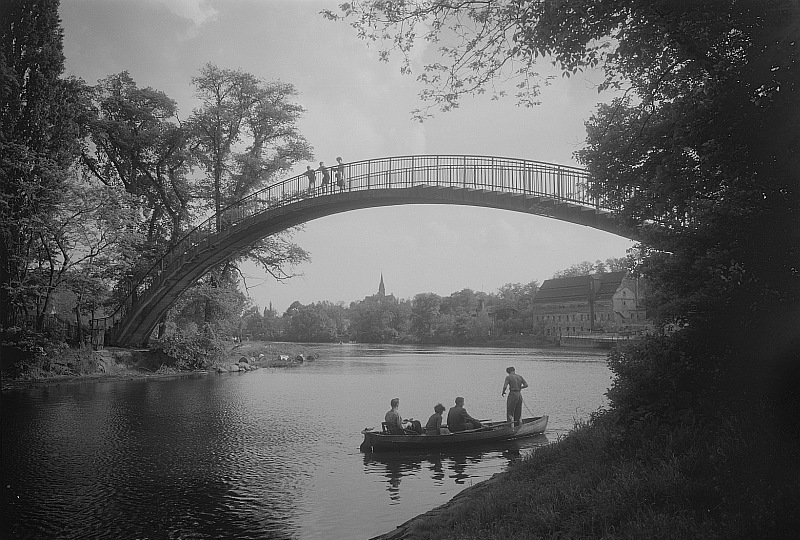
Forstwerderbrücke (1928)

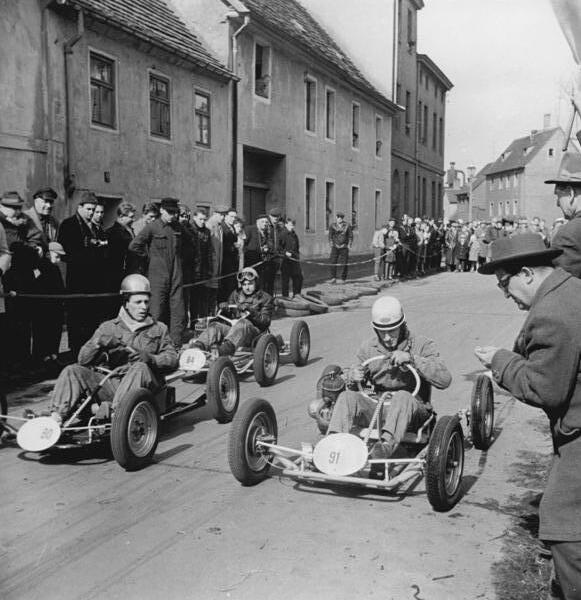
Kleinstrennwagen „Formel K“ in der Saalwerder Straße (4. April 1962)

Am 20. Oktober 1806 hielt Marschall Bernadotte auf dem Felde zwischen Trotha und Sennewitz, der Herrenbreite, eine gewaltige Truppenschau ab. Dies zog Plünderungen durch die französischen Truppen auch in Trotha nach sich. Während der französischen Besetzung (1807–1813) gehörte Trotha zum Königreich Westphalen und wurde dem Distrikt Halle im Departement der Saale zugeordnet. Der Ort lag im Kanton Neumarkt. Am 13. Juli 1813 reiste Kaiser Napoleon I. auf dem Weg nach Halle durch Trotha.
Bei der politischen Neuordnung nach dem Wiener Kongress 1815 wurde Trotha im Jahr 1816 dem Regierungsbezirk Merseburg der preußischen Provinz Sachsen angeschlossen und dem Saalkreis zugeordnet.
Im Jahr 1830 war Trotha auf eine Größe von 400 Bürgern herangewachsen und eine neue Schule wurde errichtet. Ab der Mitte des 19. Jahrhunderts entwickelte sich das bisherige Ackerbauerdorf Trotha zu einem von Industrie geprägten Vorort Halles; in der Umgebung wurde unter anderem Braunkohle abgebaut und auf den umliegenden Feldern Kartoffeln, Getreide und Zuckerrüben angebaut.
Der in Trotha gelegene Preißsche Kaffeegarten erfreute sich bei den Einwohnern, aber auch bei den Studenten aus Halle als Ausflugsziel großer Beliebtheit. In den späten 1830er Jahren trafen sich hier christliche Studenten zum Diskutieren und Feiern. Daraus entwickelten sich mehrere Zusammenschlüsse, schließlich wurde am 5. Juli 1844 im Kaffeegarten der Hallenser Wingolf gegründet; eine der ältesten christlichen Studentenverbindungen Deutschlands.
Zeichen der zunehmenden Industrialisierung der Umgebung waren die Errichtung einer großen Zuckerfabrik der Gebrüder Nagel im Jahr 1849 und die Erschließung des Gebietes für weitere Fabriken, gewerbliche Anlagen und Nebengewerbe wie Brennereien oder Ziegeleien. In den Jahren 1865/66 hatte Trotha eine Einwohnerzahl von 1000, ein überwiegender Teil derer waren Arbeiter in den umliegenden Industriebetrieben. Am 1. Oktober 1872 wurde Trotha an die Strecke der Halberstädter Bahn angeschlossen, das Stationsgebäude wurde mit gelben Mauersteinen errichtet. Von 1873 bis 1875 wurde eine Erneuerung und Verbreiterung der Schleuse vorgenommen. Am 1. März 1884 wurde die Kettenschifffahrt auf der Saale (107 km lang) eröffnet, die ab 1921 wieder eingestellt wurde.
Im Jahr 1885 zählte Trotha 2865 Einwohner. Der Zuwachs in den 100 Jahren zwischen 1785 und 1885 betrug 965 %. Das Pfarrhaus wurde in gelbem Backstein errichtet und es wurden bedeutende Funde auf dem Gelände der Sachsenburg gemacht. 1892 wurde die Freiwillige Feuerwehr Trotha gegründet. Bereits gegen Ende desselben Jahres fuhr die hallesche Straßenbahn bis zum Trothaer Denkmalsplatz, ab Dezember 1901 bis zum Bahnhof Trotha. Auf Grund drohender Choleragefahr bekam Trotha 1893 eine Wasserleitung, ein neues Pumpwerk wurde im Dezember desselben Jahres in Betrieb genommen.

### 20. Jahrhundert
Am 1. April 1900 wurde die 3850 Einwohner zählende, 642 ha und 36 Ar große Siedlung Trotha in die Stadt Halle (Saale) eingemeindet. Das erste Heine-Denkmal in Preußen wurde am 11. August 1912 im Garten des Trothaer Schlößchens enthüllt.
Die Industrialisierung der Gegend schritt weiter fort, als im Jahr 1926 der Hafen Trotha und ein neues Kraftwerk in Betrieb genommen wurden. 1927 eröffnete ein neues Volksbad am Forstwerder, dessen Betrieb aber nur zehn Jahre später wieder eingestellt wurde.
Am 17. April 1945 marschierten amerikanische Truppen in Halle ein, sich ergebende deutsche Soldaten wurden im Trothaer Lichtspieltheater untergebracht. Der Schulbetrieb wurde nach dem Zweiten Weltkrieg in den ehemaligen Kaffeegarten verlegt. Nur kurze Zeit später, im Juli desselben Jahres räumten die amerikanischen Truppen den östlichen Teil Deutschlands, der zur Sowjetischen Besatzungszone  gehören sollte, worunter die Stadt Halle mit Trotha als Stadtteil fiel. Dies hatte zur Folge, dass mehrere Grundstücke und Privathäuser zur Unterbringung russischer Kommissare und Soldaten requiriert wurden. Im Jahre 1951 wurde mit dem Ausschachten des Nordbades begonnen, dessen Einweihung am 1. August 1954 stattfand.
Im Dezember 1964 wurde eine neue Schule fertiggestellt, die 1965 als Hanns-Eisler-Schule eingeweiht wurde. Im selben Jahr begann der Bau der Wohnstadt Nord (2484 Wohneinheiten) sowie die Erweiterung des Industriegeländes im Norden Trothas. 1969 wurde Trotha schließlich an die neue S-Bahn Halle angeschlossen, die zunächst im Dieselbetrieb, ab 1972 elektrisch fuhr.

## Bauwerke
Zu den bemerkenswerten Bauwerken in Trotha gehören die Kirche St. Briccius, die Forstwerderbrücke und das Kriegerdenkmal.

## Verkehr
Der Bahnhof Halle-Trotha, gelegen im Stadtviertel Industriegebiet Nord, liegt an der Bahnstrecke Halle–Vienenburg sowie an der Hafenbahn Halle-Trotha. Es verkehren die S-Bahn Mitteldeutschland und Regionalbahnen.

## Trivia
Der Ort ist namensgebend für das Trothaer Habichtskraut.